# Observation et détection des trous noirs
 (avril 2019).
Pour les articles homonymes, voir Trou noir (homonymie).
La détection des trous noirs repose sur des indices astronomiques. Au cours des deux dernières décennies, les astronomes et physiciens du monde entier ont cherché à déduire leur présence, à défaut de prouver leur existence par observation directe. Quatre types de procédés ont été utilisés, soit quatre indices : à chaque fois, il s'agit de détecter l'influence du trou noir très massif et dense sur son environnement proche, à l'échelle astronomique.
Les observations concernent deux types de trous noirs : ceux ayant la masse d'une étoile typique (4 à 15 masses solaires), et ceux ayant la masse d'une galaxie typique (les trous noirs supermassifs). Les indices ne sont pas non plus des observations directes au sens strict du terme, mais découlent du comportement des étoiles et d'autres objets existants à proximité du trou noir soupçonné. Il n'a pas été observé de trous noirs du troisième type, les trous noirs primordiaux.

## Accrétion et rayonnements
Le trou noir est souvent entouré de matière diverse, à savoir en majorité des corps stellaires plus ou moins importants, de l'étoile aux nuages gazeux, parfois des débris d'astéroïdes... Dans le cas d'un trou noir stellaire en rotation (dit de Kerr), la matière peut provenir d'une étoile compagne qui, attirée par la gravité du trou noir, produit autour de celui-ci un disque d'accrétion (ce qui provoque un très important rayonnement X). La matière qui tombe vers le trou noir décrit alors un mouvement en spirale accéléré, elle s'enroule autour de la singularité qui l'attire. Si la matière n'est pas engloutie, parce que trop éloignée ou animé d'une vitesse suffisante pour échapper à l'attraction du trou noir, elle est tout au moins déviée. C'est ce mouvement elliptique bien particulier qui peut être détecté, le plus simple étant alors de considérer soit la lumière visible qui parvient jusqu'à nous, soit les rayonnements X ou infra-rouge.

### Lentille gravitationnelle

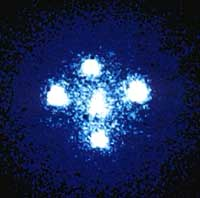
Effet de lentille gravitationnelle

Les scientifiques expliquent aujourd'hui grâce au trou noir (parfois grâce aux quasars) l'effet de lentille gravitationnelle. Les rayons lumineux, qui se propagent en ligne droite à travers l'espace-temps, s'incurvent de façon notable en passant à proximité d'un trou noir. La lumière est donc déviée en direction de la source gravitationnelle, et elle le fait de manière détectable par nos télescopes. Par exemple, si une galaxie semble anormalement grande compte tenu de ses caractéristiques (distance, taille...), on peut supposer qu'il existe un trou noir entre elle et la Terre, qui agit comme une lentille en déviant les rayons lumineux (comme le ferait une lentille de verre classique). Aux distances astronomiques considérées, la déviation donne naissance à une illusion de grossissement caractéristique, parfois à un dédoublement de l'image perçue.

### Rayonnement X
La détection du disque d'accrétion, constitué de résidus et de matière stellaires en grande partie, provient d'une perte d'énergie. En effet, les différents constituants du disque entourant le trou noir sont inévitablement amenés à s'entrechoquer dans leur course vers l'horizon. Lors de ces collisions (qui seraient maximales vers 200–250 km du rayon de Schwarzschild), il y a transfert d'énergie : les particules diverses perdent de l'énergie au profit du milieu, tout en décrivant une trajectoire qui devient de plus en plus spiralée.
Cette perte d'énergie gravitationnelle de l'ensemble du disque d'accrétion est convertie pour une très large part en transfert thermique. Ce phénomène est amplifié par la compression de plus en plus forte qui s'exerce sur la matière, à mesure qu'elle se rapproche du centre du trou noir (et par certains effets de marées complexes). Tout ceci provoque un rayonnement X intense, détectable par les télescopes et satellites modernes (le plus connu est le télescope américain Chandra).
On pense avoir trouvé des trous noirs de 10 à 100 milliards masses solaires au sein de noyaux galactiques actifs (AGN), en utilisant la radioastronomie et l'astronomie rayons X. L'idée selon laquelle il existerait de tels trous noirs supermassifs au centre de la plupart des galaxies, y compris au centre de notre propre Voie lactée, est régulièrement confortée par des observations et des mesures expérimentales.Ainsi, Sagittarius A est maintenant considéré comme le candidat le plus plausible pour l'emplacement d'un trou noir supermassif au centre de la Voie lactée.

### Jet deplasma

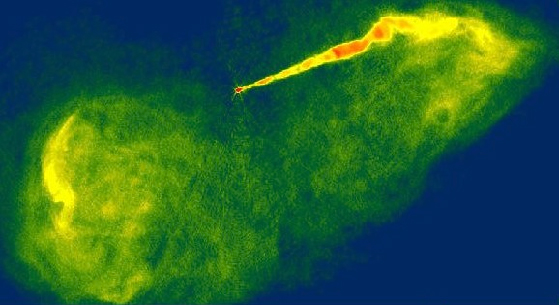
Jet de Plasma dans la galaxie M87

Dans le cas des trous noirs de Kerr en rotation, la matière avalée tournant en leurs centres permettrait de développer un champ magnétique élevé. Des particules de très haute énergie pourraient être émises près du trou noir, par la matière en train de s'y effondrer, ceci provoquant des jets émis le long de l'axe de rotation du trou noir, dans la direction des pôles Nord et Sud. Dans le cas des trous noirs supermassifs, ayant une masse de plusieurs milliards de fois celle du Soleil, d'immense jets de plasma existeraient. Et en effet, des observations sont venues confirmer ces hypothèses.

## Système binaire
Deux cas de système binaire sont étudiés : celui où deux étoiles de masses équivalentes se rapprochent, et celui où une étoile est attirée par un trou noir de même masse. Il faut donc pouvoir différencier ces deux cas de figures. Dans le second, l'étoile peut se rapprocher bien plus près du centre du trou noir qu'elle ne le ferait avec l'étoile, car le trou noir est souvent bien plus petit. En effet, le rayon de Schwarzschild est généralement faible, de l'ordre de quelques mètres à plusieurs dizaines de kilomètres. À cette distance, les forces gravitationnelles sont extrêmement importantes.
L'activité gravitationnelle émet des ondes gravitationnelles, constituées de gravitons qui traversent l'espace-temps avec les mêmes propriétés que les ondes. Les gravitons sont beaucoup moins énergétiques que la plupart des autres particules ; leur détection est normalement impossible, sauf si ces gravitons sont présents dans des énergies inhabituellement hautes. Pour étudier cette éventualité, John Weber utilisa en 1960 de gros cylindres d'aluminium de plusieurs tonnes, qu'il disposa à plusieurs centaines de kilomètres les uns des autres, faisant office de détecteurs : lors du passage d'ondes gravitationnelles, les cylindres devraient être très légèrement comprimés, puis distendus. C'est ce qui se passa effectivement, et l'hypothèse selon laquelle un trou noir se situerait au centre de notre Galaxie fut alors formulée. En Italie, près de Pise, l'interféromètre VIRGO a été mis au point pour écouter le « chant gravitationnel » des trous noirs. Constitués de deux bras de 3 km chacun, disposés perpendiculairement, il devrait lui aussi vibrer au rythme du passage des ondes gravitationnelles.
Évidemment, cet angle d'attaque est limité : les mesures doivent être très précises à des échelles très faibles, et le phénomène est ponctuel (bien que certainement régulier). Trois sujets d'étude s'offrent donc aux astronomes : étudier une nouvelle fois le rayonnement X, chercher à déterminer la masse du corps invisible mais influant sur l'étoile (suspecté d'être un trou noir), ou étudier le spectre de l'étoile du système binaire. Dans l'absolu, les trois voies de recherche sont liées. En effet, on peut déterminer la masse totale d'un système binaire à condition de connaître sa distance à la Terre, et sa période de révolution ; mais l'étude d'un spectre donne des informations sur la masse de la source. Sachant que la masse d'une étoile est aujourd'hui déterminable, la masse de l'éventuel trou noir est simplement déduite par rapport à la masse de l'ensemble du système binaire (qui doit être estimée le plus précisément possible).

### Le décalage vers le rouge
Une première voie d'observation est donc l'étude du spectre de l'étoile. En fait, c'est le spectre qui va permettre d'identifier le système binaire et non l'inverse. Lorsqu'on regarde la zone des infrarouges de l'étoile, on s'aperçoit qu'il varie périodiquement au cours du temps. L'étoile tourne autour du trou noir de manière périodique et son spectre va avoir, d'après un phénomène nommé décalage vers le rouge, la particularité d'osciller du bleu au rouge. Il s'agit en fait de l'effet Doppler appliqué aux ondes lumineuses : concernant un spectre classique (phase a)), lorsque la source de rayonnement s'approche de nous, la fréquence de rayonnement augmente (phase b)), et inversement (phase c)), ce qui modifie l'allure du spectre vis-à-vis des infra-rouges.
Pourtant, ce seul critère ne suffit pas, car il peut très bien se produire dans le cas d'un système binaire à deux étoiles massives. Le compagnon invisible n'est donc pas forcément un trou noir, mais peut-être une naine blanche, une étoile à neutrons ou encore une étoile trop peu lumineuse pour pouvoir être vue (ce qui semble beaucoup moins probable, compte tenu des impératifs de taille et de masse)…
Pour savoir si le compagnon invisible est bel et bien un trou noir, il existe deux méthodes :
- on peut mesurer sa masse, grâce à son spectre d'émission déjà étudié. Si cette masse dépasse la limite d'Oppenheimer-Volkoff (environ égale à trois masses solaires), ce sera un trou noir. Cette méthode est relativement difficile à mettre en œuvre à l'heure actuelle;
- on peut aussi chercher à détecter si l'étoile (le compagnon visible) cède de la matière au corps invisible, via un disque d'accrétion. Il s'agit donc d'étudier une nouvelle fois le rayonnement X.

### Rayon X dans le système binaire
Pour savoir si des rayons X proviennent d'un trou noir, il faut regarder de quelle manière sont émis ces rayons. Si le disque d'accrétion est instable, du fait de sa haute température, on peut avoir des sursauts de rayons X (c'est-à-dire qu'une quantité de matière chaude se sera formée de façon abrupte) : le compagnon sera soit un trou noir, soit une vieille étoile à neutron. Ensuite, pour les différencier, il faut regarder si le disque d'accrétion émet jusqu'au centre du compagnon invisible. Si c'est le cas, alors ce sera une étoile à neutron âgée ; dans le cas contraire, ce sera un trou noir. Toutefois, pour cette méthode, il faut pouvoir observer précisément tout le système binaire, ce qui implique qu'il soit assez proche de la Terre. Cela nous renvoie aux limites optiques des télescopes et des satellites actuels.

Les trous noirs sont également les principaux candidats pour les objets astronomiques qui émettent de très grandes quantités d'énergie, tels que les quasars et les sursauts gamma.
Une dernière méthode pour la détection consiste en l'observation de rupture par effet de marée : les forces gravitationnelles subies par une étoile à l'approche d'un trou noir sont telles qu'elle n'est plus capable de conserver sa cohésion. Alors qu'une partie de la matière de l'étoile est absorbée par le trou noir, une autre partie, en s'effondrant sur elle-même produit d'intenses radiations facilement observables (tidal disruption flares).